# Временное правительство освобождения кхмерского народа
Вре́менное прави́тельство освобожде́ния кхме́рского наро́да (фр. Goverment Provisoire du Mouvement de Liberation Khmere, GPMLK) — правительство в изгнании, сформированное представителями антикоммунистических групп камбоджийской эмиграции. Образовано 8 января 1978 года в Париже. Первоначально выступало против режима Красных кхмеров в Камбодже (Демократическая Кампучия), затем против провьетнамского режима Хенг Самрина (Народная Республика Кампучия). В 1982 году было преобразовано в Коалиционное правительство Демократической Кампучии.

## История
17 апреля 1975 года к власти в Камбодже пришли Красные Кхмеры Пол Пота. Был установлен тоталитарный коммунистический режим Демократической Кампучии, проводивший политику геноцида.
Бывший премьер-министр Камбоджи — Сон Санн, находясь в эмиграции пытался консолидировать антикоммунистические группы камбоджийской эмиграции для свержения Красных Кхмеров. В январе 1978 года ему удалось сформировать Временное правительство освобождения кхмерского народа (GPMLK) — правительство Камбоджи в изгнании. В состав нового правительства вошли бывшие министры правительства Нородома Сианука и Кхмерской Республики, а также кадровые офицеры республиканской армии Лон Нола. Председателем правительства был назначен Сон Санн.
7 января 1979 года вьетнамские войска вступили в столицу Камбоджи — Пномпень. В результате вьетнамской интервенции режим Красных Кхмеров был свергнут, Пол Пот и его сторонники бежали на запад страны в джунгли. Была провозглашена Народная Республика Кампучия, к власти в которой пришла другая коммунистическая группа во главе с Хенг Самрином, ориентированная на Вьетнам и СССР. Камбоджийская эмиграция отказалась признавать новый режим, в 1979 году под руководством Сон Санна был сформирован Национальный фронт освобождения кхмерского народа, начавший вооруженную борьбу против НРК.
Начиняя с 1979 году параллельно с правительством Сон Санна действовал Патриотический и демократический фронт великого национального союза Кампучии под руководством Кхиеу Сампхана. В это время Сон Санн начинает сближение с Красными Кхмерами. В июне 1982 года в Куала-Лумпуре было образовано Коалиционное правительство Демократической Кампучии, куда вошли представители трёх основных оппозиционных сил: Партии Демократической Кампучии (ПДК, Красные кхмеры Пол Пота), ФУНСИНПЕК (монархисты Сианука), Национального фронта освобождения кхмерского народа (KPNLF, национал-либералы Сон Санна).

## Первоначальный состав
- Премьер-министр — Сон Санн;
- Вице-премьер по международным делам — Сим Вар, бывший премьер-министр Камбоджи;
- Вице-премьер по вопросам экономики и сельского хозяйства — Сок Чхонг, бывший министр финансов, в годы правления Лон Нола — глава Национального банка Камбоджи;
- Министр национальной обороны — генерал Сак Сутсакан, бывший Верховный главнокомандующий ФАНК, последний глава Кхмерской Республики;
- Министр координации фронта — генерал Дьен Дель, с 1979 года — Верховный главнокомандующий Вооружёнными силами освобождения;
- Министр финансов — Хенг Ким Ы;
- Министр промышленности и общественных работ — Пин Ятхай;
- Министр здравоохранения — Кео Сан;
- Министр по делам культуры и социальной политики — Ин Там, бывший премьер-министр Камбоджи (Кхмерской Республики);
- Министр по делам образования, молодежи и информации — Лок Сем;
- Госсекретарь по делам сельского хозяйства в освобожденных районах — Еар Нгуон;